# 西天下茶屋駅
西天下茶屋駅（にしてんがちゃやえき）は、大阪府大阪市西成区橘三丁目にある、南海電気鉄道高野線（汐見橋線）の駅。駅番号はNK06-1。

## 歴史
- 1915年（大正4年）9月18日：大阪高野鉄道の津守 - 阿部野（現・岸里玉出）間に新設。
- 1922年（大正11年）9月6日：会社合併により南海鉄道の駅となる。
- 1944年（昭和19年）6月1日：会社合併により近畿日本鉄道の駅となる。
- 1947年（昭和22年）6月1日：路線譲渡により南海電気鉄道の駅となる。

## 駅構造
相対式ホーム2面2線を有する地上駅。改札はホーム毎に独立しており、入場後のホーム間の行き来は不可能。各ホームの改札はホームの汐見橋寄りにある。男女共用の水洗式便所が岸里玉出方面ホーム側に設置されている。遠隔管理を受けた無人駅となっているが、駅舎内に駅員がいることがある。

### のりば
| のりば | 路線               | 方向 | 行先         |
| ------ | ------------------ | ---- | ------------ |
| 1      | 高野線（汐見橋線） | 下り | 岸里玉出方面 |
| 2      | 高野線（汐見橋線） | 上り | 汐見橋方面   |

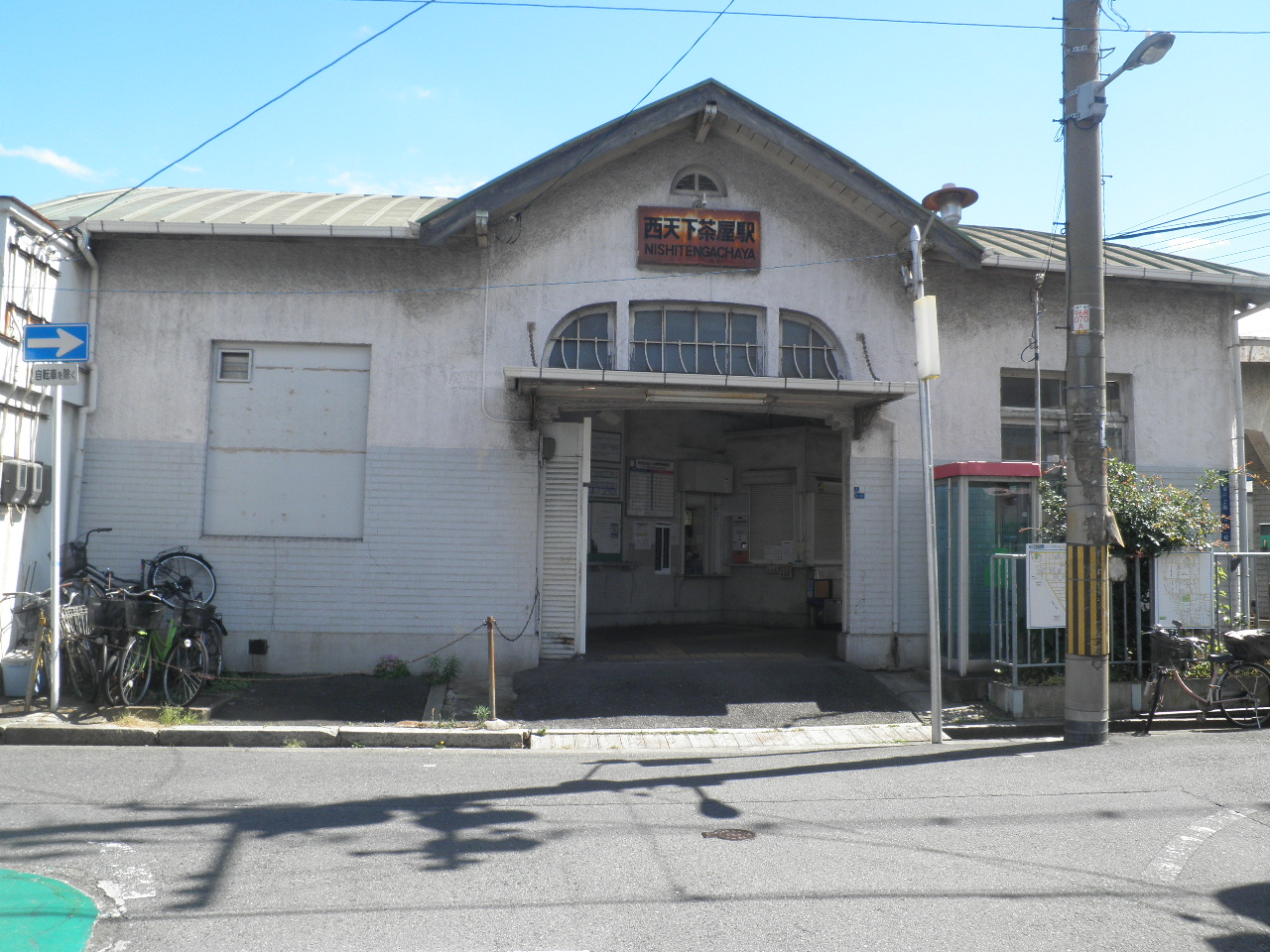
岸里玉出方面の駅舎（2015年6月）
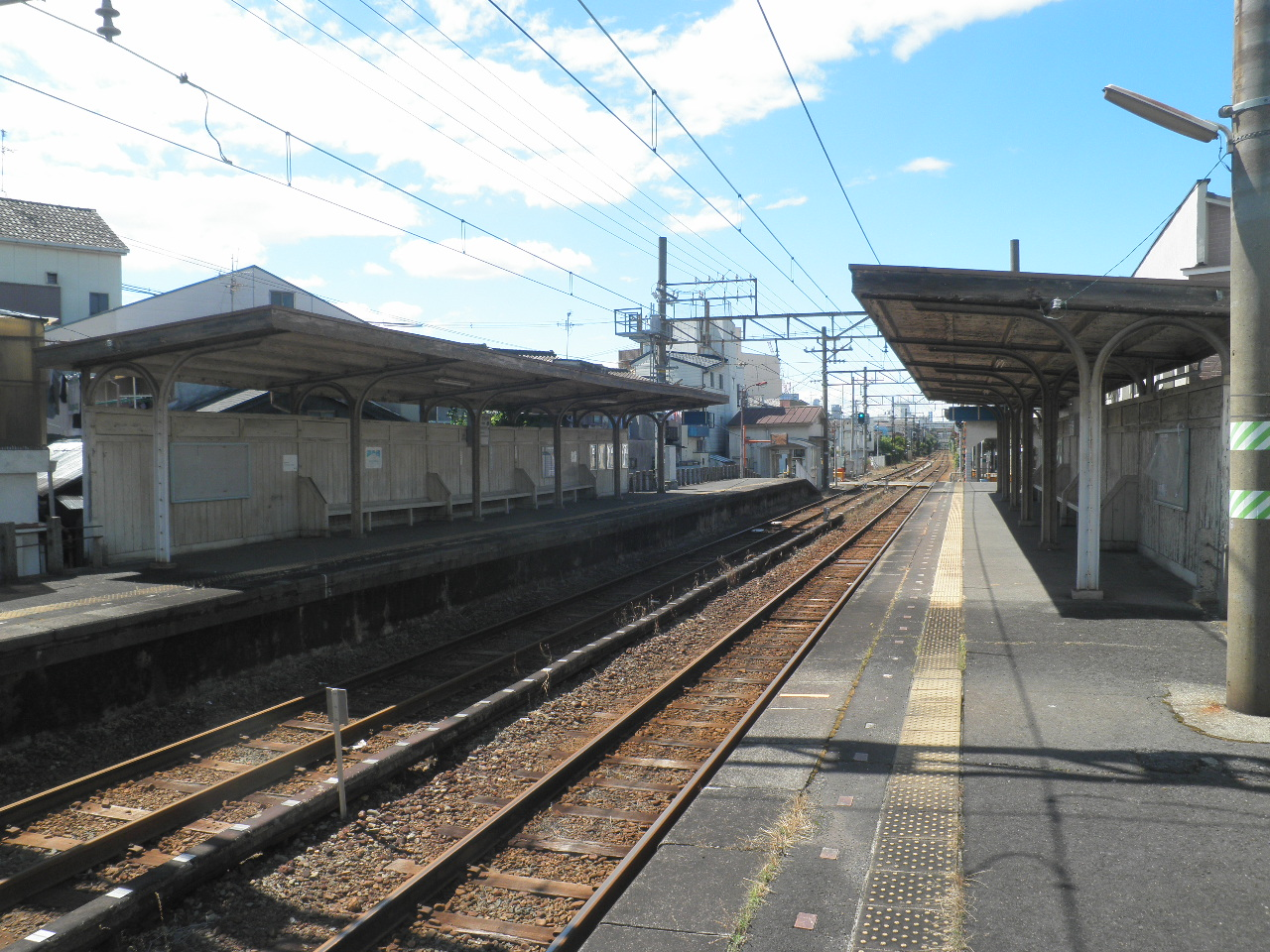
ホーム（2015年6月）

## 利用状況
2019年（令和元年）次の1日平均乗降人員は269人（乗車人員：131人、降車人員：138人）である。汐見橋線の駅（岸里玉出駅を含む）としては6駅中4位である。
近年の1日平均乗降・乗車人員の推移は以下のとおり。1975年（昭和50年）頃までは工場への通勤客が多く利用し、1日の乗降客数は約4,000人であった。
| 年次   | 1日平均 乗降人員 | 1日平均 乗車人員 | 順位 | 出典          |
| ------ | ---------------- | ---------------- | ---- | ------------- |
| 2000年 | 729              | 336              |      | [ 大阪府 1 ]  |
| 2001年 | 657              | 296              |      | [ 大阪府 2 ]  |
| 2002年 | 619              | 277              |      | [ 大阪府 3 ]  |
| 2003年 | 527              | 247              |      | [ 大阪府 4 ]  |
| 2004年 | 459              | 213              |      | [ 大阪府 5 ]  |
| 2005年 | 399              | 183              |      | [ 大阪府 6 ]  |
| 2006年 | 342              | 155              |      | [ 大阪府 7 ]  |
| 2007年 | 317              | 143              | 87位 | [ 大阪府 8 ]  |
| 2008年 | 306              | 133              |      | [ 大阪府 9 ]  |
| 2009年 | 298              | 130              |      | [ 大阪府 10 ] |
| 2010年 | 305              | 134              |      | [ 大阪府 11 ] |
| 2011年 | 298              | 133              |      | [ 大阪府 12 ] |
| 2012年 | 283              | 127              | 90位 | [ 大阪府 13 ] |
| 2013年 | 297              | 136              | 90位 | [ 大阪府 14 ] |
| 2014年 | 283              | 129              | 90位 | [ 大阪府 15 ] |
| 2015年 | 282              | 130              | 90位 | [ 大阪府 16 ] |
| 2016年 | 263              | 123              | 89位 | [ 大阪府 17 ] |
| 2017年 | 249              | 117              | 90位 | [ 大阪府 18 ] |
| 2018年 | 250              | 119              | 89位 | [ 大阪府 19 ] |
| 2019年 | 269              | 131              | 88位 | [ 大阪府 20 ] |

## 駅周辺
駅周辺は昔ながらの町並みが広がっている。
駅南側の西天下茶屋商店街（別称：銀座商店街、通称：にしてん）は、NHK連続テレビ小説『ふたりっ子』の舞台となった。同作の記念碑は西天下茶屋商店街（銀座商店街）内にある、食品館アプロ天下茶屋店の前に建っている。
公共施設
- 西成橘郵便局

教育・福祉
- 大阪市立橘小学校
- 大阪市立まつば小学校
- 大阪市立天下茶屋中学校
- 大阪市立梅南中学校

神社・仏閣
- 敷津松之宮西成旅所
- 津守神社

公園
- 南津守さくら公園 スポーツ広場（セレッソ大阪堺レディースの本拠地のひとつ。以前はセレッソ大阪が練習場として使用していた）

商業
- 西天下茶屋商店街（別称：銀座商店街、通称：にしてん）
  - 食品館アプロ天下茶屋店
- ライフ西天下茶屋店
- ビッグ岸の里

娯楽
- 梅南座

企業
- 共和 本社・工場（輪ゴム、粘着テープなど包装用品の製造業）

道路
- 大阪府道・兵庫県道41号大阪伊丹線（なにわ筋）
- 柳通

## 隣の駅
南海電気鉄道
 高野線（汐見橋線）
津守駅 (NK06-2) - 西天下茶屋駅 (NK06-1) - 岸里玉出駅 (NK06)
- 括弧内は駅番号を示す。